# Temni splet
Nedosegljivi internet, darknet oz. temni splet je prepleteno omrežje, do katerega je moč dostopati le s pomočjo posebnih računalniških programov, konfiguracijo le-teh ali določenimi posebnimi pooblastili. Celoten temni splet zahteva namestitev specifičnih programov na računalnik, namenjenih temu dostopu preko Tor-a ali prirejenega spletnega brskalnika Vidalia. Pogosto za svoje delovanje uporablja nestandardne spletne protokole in omrežna pristanišča. Ločimo dve pomembni obliki temnega omrežja, in sicer zaprta omrežja vsak z vsakim, ki jo e namenjano izmenjavi datotek (angl. peer-peer) in zasebna omrežja. Zasebnost temnega spleta je določena v posebnem anonimnem omrežju, znotraj katerega poteka.

## Zgodovina
Darknet oz. temno omrežje je nastalo približno leta 1970 z namenom ločitve od Arpaneta (omrežje Agencije za napredno raziskovalno dejavnost). Temno omrežje ima možnost sprejemanje podatkov iz ARPHANET-a pri čemer vsebuje naslove, ki se ne pojavijo na seznamu omrežij in ne odgovarjajo na zahtevo poizvedb preko IP naslovov.
Temni splet se pogosto uporablja za spletna kriminalna dejanja (hekerji), deljenje datotek (nelegalne programske vsebine, pornografija...) ter predvsem za ponudbo in prodajo prepovedanih predmetov na t.i. (darknet markets) oz. spletnim trgovinam na črno.